# Видиковац Змајевац
Видиковац Змајевац , као једно од најпосећенијих, налази се на Фрушкој гори, на 421 м.н.в.
Смештен је у централном делу Фрушке горе на путу Иришки венац—Црвени чот, северно од Врдника. Са видиковца се пружа поглед на Срем и бању Врдник. Простор је уређен за посетиоце са клупама и надстрешницама. Недалеко су и Иришки венац и Лединачко језеро до којих се може стићи шумским путем.